# The Merton Parkas
The Merton Parkas fou una banda de mod revival, formada en l'àrea de Merton, Londres Del sud a mitjans dels 70, per Danny Talbot (vocals i guitarra), el seu germà, Mick Talbot (teclats), Neil Hurrell (baix) i Simon Smith (tambors).
El grup va ser descobert mentre actuava en un pub de Clapham, South London, per Alan Anger, periodista del gènere punk, i van signar amb l'etiqueta independent, Beggars Banquet. Originalment es van anomenar "The Sneekers", i van ser un grup de bandes de power pop que incloïen The Pleasers. El Merton Parkas van traure uns quants moderadament reeixits singles, com: "You Need Wheels", "Plastic Smile", "Give it to Me Now" i "Put Me in the Picture". També van alliberar un àlbum, Face in the Crowd. Rick Buckler de The Jam va tocar amb la banda per al músic Ronnie Scotts, i Mick Talbot tocà en "Heatwave", una pista en l'àlbum Setting Sons del 1979.
Merton Parkas també aparegué a la Bridge House del barri Canning Town, però a causa de disputes contractuals entre etiquetes de gravació, no va aparèixer en l'àlbum de 1979 Mods Mayday. Tanmateix en You tube es pot escoltar la gravació íntegra amb les cançons dels Merton Parkas a la Casa de Pont .
La pista més destacada de la banda fou "You Need Wheels", que assolí del número 40 en el Gràfic de vendes de senzills del Regne Unit a l'estiu de 1979. Per ser aquest el seu únic èxit en aquell gràfic, són considerats com un grup d'un únic i cap més èxit en el Regne Unit.
Després de la disgregació de The Merton Parkas durant 1980, Mick Talbot va anar a tocar amb Dexys Midnight Runners, The Bureau, i The Style Council. Simon Smith va unir la banda de revival psicodèl·lic, Mood Six.

## Discografia

### Llarga Durada (LP)
- Face in the Crowd (1979)

### Senzills
- You Need Wheels (1979)
- Plastic Smile (1979)
- Give it to Me Now (1979)
- Put Me in the Picture (1979)